# Réserve naturelle de Polistovsky
La Réserve naturelle de Polistovsky (russe : Полистовский заповедник) est une réserve naturelle (en russe : zapovednik)  au Nord-Ouest de la Russie, située sur le territoire des districts de Bezhanitsky et de Loknyansky de l'Oblast de Pskov, sur le système marécageux de Polist-Lovat. Elle a été instituée le 25 mai 1994. Auparavant, elle fonctionné comme un zakaznik (un autre type administratif de zone naturelle protégée en Russie). La réserve naturelle a été créée pour protéger les écosystèmes de tourbières ombrotrophes du Nord-Ouest de la Russie.

## Localisation et géographie
Le territoire de la réserve s'étend du Sud-Est au Nord-Ouest et est contigu à la frontière entre les oblasts de Pskov et de Novgorod. De l'autre côté de la frontière, dans l'oblast de Novgorod, la réserve naturelle continue sous le régime de la Réserve naturelle de Rdeysky. La réserve naturelle se trouve sur deux bassins versants naturels : celui de la Lovat et celui de la Polist. 
La réserve de Polistovsky présente un paysage glacial, essentiellement constitué d'une zone marécageuse plate avec un grand nombre de lacs. Certaines zones sont couvertes de forêts.

## Flore
La zone est principalement constituée de tourbières ombrotrophes. Les forêts poussent sur les îles qui ponctuent le marais. Les principaux types de forêts sont les forêts de conifères, principalement de picéas et les forêts de feuillus, principalement de chêne et de tilia. Le bouleau et le peuplier apparaissent comme des dérivés des forêts de chêne et de tilia. Environ 370 espèces de plantes poussent dans la réserve.

## Faune
Le vison d'Europe est une espèce de mammifère particulièrement menacé qui vit dans la réserve.
La localisation de la réserve à la limite entre la taïga et la subtaïga lui permet d'accueillir une faune très variée.